# اوتنهوفن
اوتنهوفن (به فرانسوی: Uttenhoffen) یک کمون در فرانسه است که در Canton of Niederbronn-les-Bains واقع شده‌است.

## خصوصیات
اوتنهوفن ۱٫۹۵ کیلومترمربع مساحت و ۱۸۱ نفر جمعیت دارد.